# Патхак, Дина
Ди́на Патха́к (англ. Dina (Deena) Pathak, хинди दीना पाठक; 4 марта 1922, Амрели, Британская Индия — 11 октября 2002, Мумбаи, Индия) — индийская актриса

 театра, кино и телевидения, театральный режиссёр

. Снималась в кино более 50 лет (за исключением 1948—1966 гг.), фильмография актрисы насчитывает более 130 фильмов.

## Биография
Дина Патхак (урождённая Дина Ганди) родилась 4 марта 1922 года в консервативной семье браминов в городе Амрели индийского штата Гуджарат. Помимо Дины, в семье было ещё две дочери — Шанта и Тарла. Училась в Бомбее, получив в колледже высшее образование.
С детства принимала участие в театральных постановках, а также играла в Национальном индийском театре. Позднее основала собственную театральную труппу «Natmandal».
Дебютировала в кино в 1948 году, а последний фильм с её участием вышел в прокат в 2003 году. Снималась в фильмах на языках хинди (Болливуд), гуджарати и других языках. Снималась более чем в 130 кинофильмах. Считается одной из самых популярных актрис индийского кинематографа в амплуа матерей и бабушек.
Дина Патхак известна также как активный борец за права женщин. В течение многих лет являлась председателем совета «Национальной Федерации индийских женщин» (NIFW).
После продолжительной болезни Дины Патхак скончалась от сердечного приступа 11 октября 2002 года в возрасте 80 лет в Мумбаи.

### Семья
- Сёстры — Шанта Ганди (1917—2002) и Тарла Мехта, актрисы театра и кино.
- Муж — Балдев Патхак.
- Дети — дочери Суприя Патхак (р. 1961) и Ратна Патхак (р. 1963), киноактрисы.
- Зятья — Панкадж Капур, актёр и сценарист, Насируддин Шах, актёр и режиссёр.

## Карьера
В 1940-х годах Дина Патхак стала известна на театральной сцене благодаря ролям в театральных спектаклях «Maina Gurjari», «Dinglegar», «Doll's House», «Vijan Sheni», «Girish Karnad's Hayavadana» режиссёра Сатиядева Дюбея. В те же годы актриса сотрудничала с театральной организацией Indian People's Theatre Association (IPTA), где работала вместе со своими обеими сёстрами.
Дебютировала в кино в 1948 году в кинофильме «Kariyawar» на языке гуджарати. После этого вернулась к работе в театре, став одной из ведущих театральных актрис Гуджарата и театральным режиссёром национального театра Гуджарата, а также основателем собственной театральной труппы «Natmandal».
Возобновила кинокарьеру в 1966 году, сыграв в возрасте 44-х лет роль в фильме режиссёра Басу Бхаттачария «Uski Kahani». За эту роль актриса была удостоена Награды ассоциации бенгальских журналистов за лучшую женскую роль в фильмах на хинди. В 1960-х годах снялась в нескольких фильмах, в том числе в ставшей классикой кинематографа семейной драме «Жизненный путь» (1969) режиссёра Ришикеша Мукхерджи. У этого же режиссёра впоследствии снималась в ставших популярными комедиях «Всё дело в усах» (1979) и «Сестрички» («Красавица») (1980).
Снималась у режиссёра параллельного кино Шьяма Бенегала в фильме «Бхумика: трудная роль» (1977). У режиссёра Гулзара снималась в фильмах «Путешествие в прошлое» (1975), «Мирра» (1979), «Ijaazat» (1987). У режиссёра Кетана Мехты снималась в ставших популярными фильмах-драмах «Народный театр» (1980) и «Красный перец» (1987; в этом фильме также снимались обе дочери Дины Патхак). В 1984 году снималась в приключенческой британско-индийской драме режиссёра Дэвида Лина «Поездка в Индию». В 1986 году снималась на телевидении у режиссёра Говинда Нихалани в мини-сериале Tamas, в основу сюжета которого легли исторические события раздела Индии 1947 года.
В 1980 году Дина Патхак была удостоена награды штата Гуджарат «Sangeet Natak Akademi Award».
В 1980-х годах Дина Патхак стала одной из самых популярных актрис индийского кинематографа в амплуа матерей и бабушек, часто играла женщин с сильным характером. Среди известных картин с участием Дины Патхак такие популярные фильмы, как «Клянусь вами» (1974), «Книга жизни» (1977), «Девушка мечты» (1977), «Дорогая Умрао» (1981), «Любовный недуг» (1982), «Те семь дней» (1983), «Повороты судьбы» (1985), «Судьба вдовы» (1986), «Пламя» (1986), «Родной ребёнок» (1987), «Вопреки всему» (1989), «Обманутый возлюбленный» (1991), «Обманутые надежды» (1997).
В новом тысячелетии Дина Патхак прекрасно проявила себя в музыкальной мелодраме режиссёра Санджая Лилы Бхансали «Девдас» (2002), в канадско-индийской комедии режиссёра Дипы Мехты «Болливуд/Голливуд» (2002), за роль в которой была номинирована на премию «Джини» в категории «Лучшая актриса второго плана». Последнюю в своей жизни роль Дина Патхак сыграла в драме режиссёра Чандрапракаша Двиведи «Похищенная», вышедшей в прокат в 2003 году уже после смерти актрисы.

## Награды и номинации
- 1966 — Награда ассоциации бенгальских киножурналистов за лучшую женскую роль в фильмах на хинди
- 1980 — Sangeet Natak Akademi Award
- 2000—2001 — Government of Gujarat's Merit Award (Theatre)
- 2002 — номинация на премию «Джини» в категории «Лучшая актриса второго плана»[3]